# Hipparion
Hipparion byl blízký příbuzný dnešního koně, který žil v miocénu a pliocénu. Ze své pravlasti v Severní Americe se rozšířil přes Beringii do Asie, Evropy a Afriky. Dosahoval výšky v kohoutku 140 cm a vážil až 120 kg. Hipparion žil ve velkých stádech v otevřených stepích. Měl tři prsty, ale došlapoval pouze na prostřední, zakončený kopytem. Charakteristickým znakem byla klabonosá hlava. Vyhynul zhruba před 800 000 lety.
Fosilie tohoto kopytníka byly po staletí využívány v čínské tradiční medicíně jako lék (většinou byly roztloukány na jemný prášek) a byly považovány za kosti draků.

## Druhy
- H. concudense
- H. crassum
- H. dietrichi
- H. fissurae
- H. forcei
- H. gromovae
- H. laromae
- H. longipes
- H. macedonicum
- H. matthewi
- H. mediterraneum
- H. molayanense
- H. periafricanum
- H. rocinantis
- H. sellardsi
- H. shirleyae
- H. tehonense